# John Price (acteur)
Pour les articles homonymes, voir John Price et Price.
John Price, né le 15 septembre 1913 à Copenhague (Danemark) et mort le 10 décembre 1996 au Danemark, est un acteur, réalisateur, producteur et scénariste danois.

## Biographie
John Price est enterré au cimetière de Frederiksberg (Copenhague).

## Filmographie

### Comme acteur
- 1934 : 7-9-13 (da) : Klaversælger
- 1935 : Rasmines bryllup (da) : Marius
- 1935 : Gyldne smil, Det (da)
- 1937 : Mille, Marie og mig (da)
- 1938 : Champagnegaloppen (en) : Musiker Lindemann
- 1938 : Balletten danser (da) : Balletmester
- 1938 : Blaavand melder Storm : Thorsten Larsen
- 1943 : Naar man kun er ung : Ole Lund
- 1944 : Spurve under taget (da) : Port Sheiken Arthur
- 1944 : Familien Gelinde (da) : Maler Jon
- 1945 : Hvad Fatter gør (da)
- 1951 : Mød mig paa Cassiopeia : Professor Ørnfeldt
- 1962 : Duellen (en) : Claes
- 1963 : En Sjæl efter døden (TV) : Mephistofeles
- 1963 : Inden for murene (da) (TV)
- 1964 : Eurydike (TV) : Faderen
- 1964 : Bureauslaven (TV) : Accesoren
- 1964 : Tine : Krigskorrespondenten
- 1966 : Naboerne (en) : Fabrikant Sandelund
- 1967 : Tre mand frem for en trold (da) : Redaktør
- 1967 : Jeg - en marki (da) : Auditor
- 1968 : Sådan er de alle (da) : Musikprofessor
- 1968 : Må jeg lege med (TV)
- 1969 : Manden der tænkte ting : Steinmetz
- 1974 : Kyske levemand, Den (da) : Julius Basse
- 1982 : Remembrance

### Comme réalisateur
- 1946 : Billet mrk. (da)
- 1947 : Hatten er sat (da)
- 1964 : Affæren (TV)
- 1966 : Der var engang (en)
- 1968 : En Spurv i tranedans (TV)
- 1968 : Flagermusen (en) (TV)
- 1970 : H.M.S. Pinafore (TV)
- 1972 : Mascarade (TV)
- 1973 : Den jäktade (sv) (TV)

### Comme producteur
- 1972 : Mascarade (TV)
- 1973 : Den jäktade (sv) (TV)

### Comme scénariste
- 1966 : Der var engang (en)
- 1968 : Flagermusen (en) (TV)